# Nuevo Terán
Nuevo Terán är en ort i Mexiko.   Den ligger i kommunen Amatán och delstaten Chiapas, i den sydöstra delen av landet, 700 km öster om huvudstaden Mexico City. Nuevo Terán ligger 661 meter över havet och antalet invånare är 215.
Terrängen runt Nuevo Terán är bergig åt sydväst, men åt nordost är den kuperad. Runt Nuevo Terán är det ganska tätbefolkat, med 80 invånare per kvadratkilometer. Närmaste större samhälle är Pueblo Nuevo Jolistahuacan, 19,3 km söder om Nuevo Terán. I omgivningarna runt Nuevo Terán växer i huvudsak städsegrön lövskog.